# 일본국 헌법 제18조
일본국 헌법 제18조(일본어: 日本国憲法第18条)은 일본국 헌법 제3장 "국민의 권리와 의무"의 조문 중 하나이다. 신체적 자유권인 노예적 구속 및 고역으로부터의 자유에 대해 규정하고 있다.

## 조문
일본국 헌법 제18조
누구든지 그 어떠한 노예적 구속도 받지 아니한다. 또 범죄로 인한 처벌의 경우를 제외하고는 그 뜻에 반하는 고역에 복역시킬 수 없다.

## 해설
형벌(자유형)의 집행에 관해서는 본 조의 뜻에 반하는 고역에 복역시키는 것의 금지에서 예외로 되어 있다. 다만 노예적 구속은 어떠한 경우에도 허용되지 않는다.
징병제는 이 조항이 규정하고 있는 "뜻에 반하는 고역"에 해당하지 않는다는 것이 통설이며 또한 정부의 견해이기도 하다.